# Јован Ђ. Марковић
Јован Ђ. Марковић (Ћуприја, 1. октобар 1924 — 12. фебруар 2005) био је српски географ и професор Географског факултета у Београду.

## Живот
Рођен је 1924. Студије географије је завршио 1951. на Филозофском факултету у Београду. У Географском институту „Јован Цвијић“ САНУ је радио од 1950. до 1959. За доцента Географског завода Природно-математичког факултета у Београду је изабран 1959. године.

## Дјела
- Марковић, Јован Ђ. (1967). Географске области Социјалистичке Федеративне Републике Југославије (1. изд.). Београд: Завод за издавање уџбеника.
- Географске регије Републике Српске[3]
- Катастрофе у природи[3]
- Ратови кроз вијекове[3]
- Рељеф Мачве, Шабачке Посавине и Поцерине
- Поцерски мерокрас
- Београдски Метро I, II
- Регионална географија